# Adolf von Lutz (Jurist)
Adolf Joseph Oskar Freiherr von Lutz (* 11. Januar 1868 in München; † 11. April 1952 in Bayrischzell) war ein deutscher Verwaltungsjurist, Bezirksamtmann und Ministerialbeamter.

## Leben
Adolf von Lutz war der Sohn des bayerischen Ministers Johann von Lutz und dessen Gemahlin Caroline Reuß (1828–1865). 1886 machte er sein Abitur am Wilhelmsgymnasium München. Nach dem Studium der Rechtswissenschaften an der Ludwig-Maximilians-Universität München legte er 1893 das Große juristische Staatsexamen ab und kam als Praktikant zur Kammer des Innern bei der Regierung von Oberbayern. Am 1. Oktober 1895 wurde er zum Assessor beim Bezirksamt Erding ernannt. Im Oktober 1897 wurde er zur Dienstleistung in das Staatsministerium des Innern einberufen. Dort war er für Kirchen- und Schulangelegenheiten zuständig. 1902 wechselte er in die Kommunalverwaltung und wurde Bezirksamtmann beim Bezirksamt Schwabmünchen. Nach siebenjähriger Amtszeit wechselte er als Regierungsrat zur Regierung von Oberfranken (Kammer des Innern). Am 1. Oktober 1911 kam er in das Staatsministerium des Äußern, wo er am 1. Juli 1914 zum Ministerialrat ernannt wurde. In der Zeit vom 1. März 1915 bis zum 1. September 1917 war er bei der deutschen Zivilverwaltung in Belgien eingesetzt, wo ihm zum Jahresbeginn 1918 die Funktion des Reichsherolds übertragen wurde. Nach dem Krieg kehrte er in das Ministerium zurück, wo er am 1. September 1920 zum Ministerialdirektor ernannt wurde. Zum 1. April 1933 wurde er in den Ruhestand versetzt. 
Adolf von Lutz war verheiratet mit Marie Gräfin von Bothmer (* 14. September 1874; † 24. November 1913). In zweiter Ehe heiratete er am 1. Mai 1929 in Bayrischzell Maria von Cölln (* 6. Mai 1878; † 6. Juli 1974), Tochter des Kommerzienrat Georg von Cölln.